# Thomas Paine
Pour les articles homonymes, voir Paine.
Thomas Paine (né Pain), né le 9 février 1737 à Thetford, près de Londres, au Royaume-Uni et mort le 8 juin 1809 à New York aux États-Unis, est un philosophe, pamphlétaire, révolutionnaire britannique, américain et français. Figure majeure de la Révolution américaine en faveur de l'indépendance des treize colonies britanniques en Amérique du Nord, il s'est également  distingué dans le mouvement révolutionnaire en France, laissant un héritage significatif en tant qu'activiste politique et théoricien politique.
Il a exposé ses positions dans un célèbre pamphlet intitulé Le Sens commun, publié quelques mois avant la signature de la Déclaration d’indépendance américaine en 1776.
Ses écrits, parmi lesquels figure Rights of Man (1791), ont également exercé une grande influence sur les acteurs de la Révolution française : il est élu député à l’Assemblée nationale en 1792. Considéré par les Montagnards comme un allié des Girondins, il est progressivement mis à l’écart, notamment par Robespierre. Il est emprisonné en décembre 1793 à la demande de Vadier.
Après la Terreur, il est relâché et connaît un certain succès grâce à son livre Le Siècle de la raison (The Age of Reason, 1793-1794) qui analyse le christianisme et milite en faveur du déisme. Dans Agrarian Justice (1795), il analyse les origines du droit de propriété et introduit le concept de revenu de base ou universel, proche du revenu minimum.
Thomas Paine resta en France jusqu’en 1802, période pendant laquelle il critique l’ascension de Napoléon Bonaparte, qualifiant le Premier Consul de « charlatan le plus parfait qui eût jamais existé ». Sur l’invitation du président Thomas Jefferson, il revient aux États-Unis et il y meurt en 1809, à 72 ans.

## Biographie

### Débuts en Grande-Bretagne

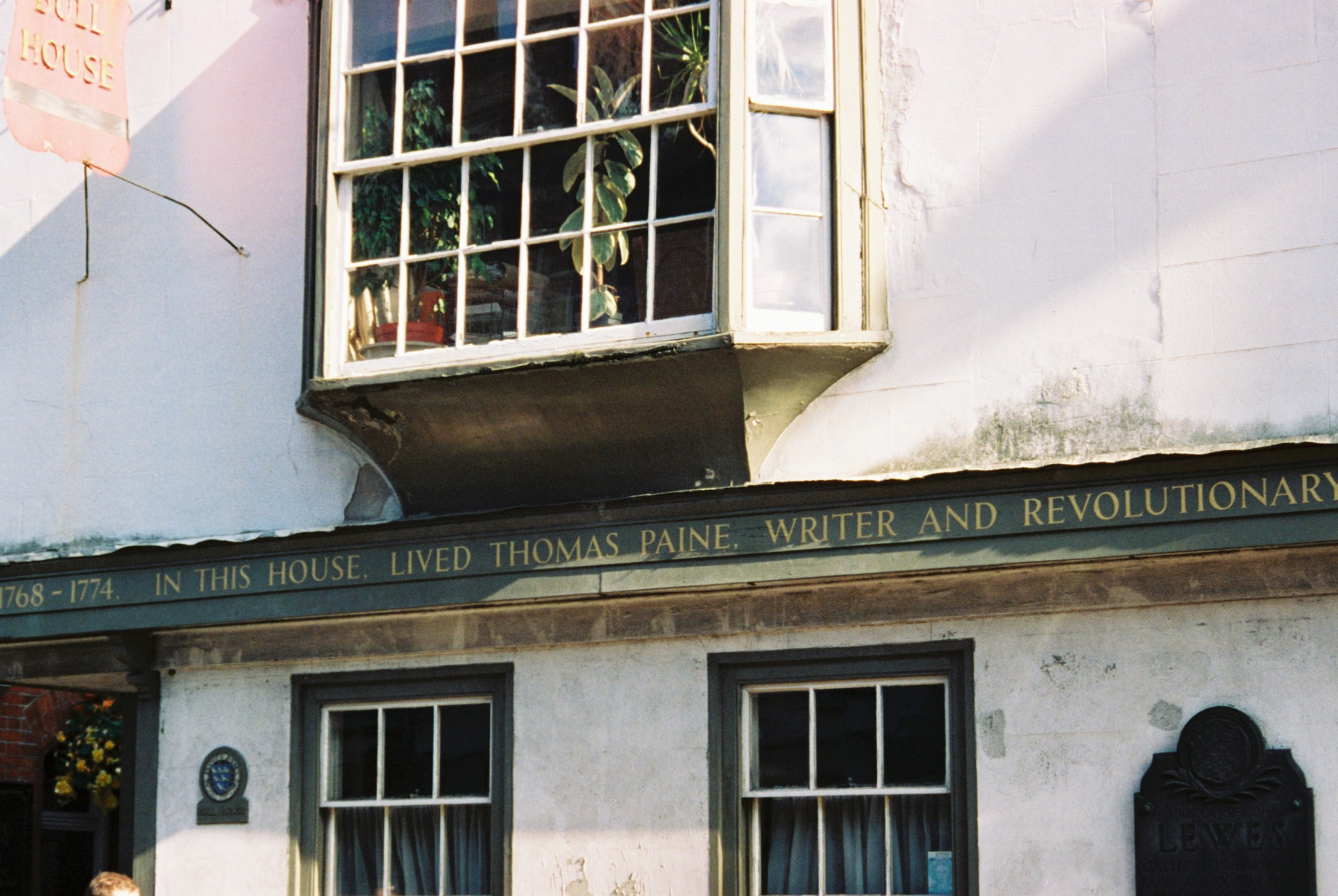
Maison de Thomas Paine à Lewes.

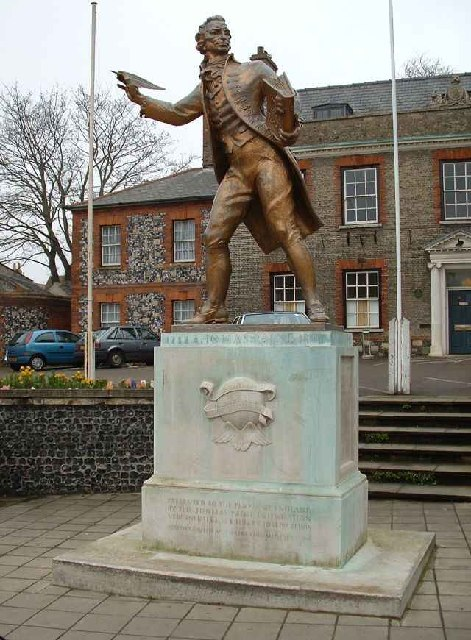
Statue de Thomas Paine à Thetford (Norfolk).

Thomas Paine est né en 1737 à Thetford, une bourgade du Norfolk en Angleterre. Son père, Joseph Pain, est quaker et sa mère, Frances Cocke Pain, anglicane. Malgré les affirmations selon lesquelles Thomas aurait changé l'orthographe de son nom de famille lors de son émigration en Amérique en 1774, il utilisait "Paine" en 1769, alors qu'il était encore à Lewes, dans le Sussex. Il grandit dans un milieu rural modeste et quitte l'école à l'âge de douze ans. Sa formation intellectuelle est donc celle d'un autodidacte. Il devient alors apprenti auprès de son père. Il travaille quelque temps comme marchand, puis ouvre une boutique de corsets à Sandwich dans le Kent. Il épouse Mary Lambert le 27 septembre 1759 et son commerce fait faillite peu de temps après. Son épouse meurt alors qu'elle est enceinte. Il exerce ensuite plusieurs métiers et déménage souvent (Thetford, Gantham, Alford, Diss, Kensington, Moorfields, Grampound).
En 1767, il exerce la profession de maître d’école à Londres. En 1768, il se fixe à Lewes dans un hôtel du XVe siècle. Le 26 mars 1771, il épouse, à l’âge de 34 ans, Elizabeth Ollive, la fille de son propriétaire. En 1772, il publie son premier écrit politique The Case of the Officers of Excise, un pamphlet de 21 pages qu’il distribue aux membres du Parlement. Endetté, séparé de son épouse, il rencontre à Londres en septembre 1774 Benjamin Franklin qui le convainc de partir pour les Treize colonies et lui écrit une lettre de recommandation. Il quitte l’Angleterre en octobre et attrape le typhus pendant la traversée de l’Atlantique.

### En Amérique

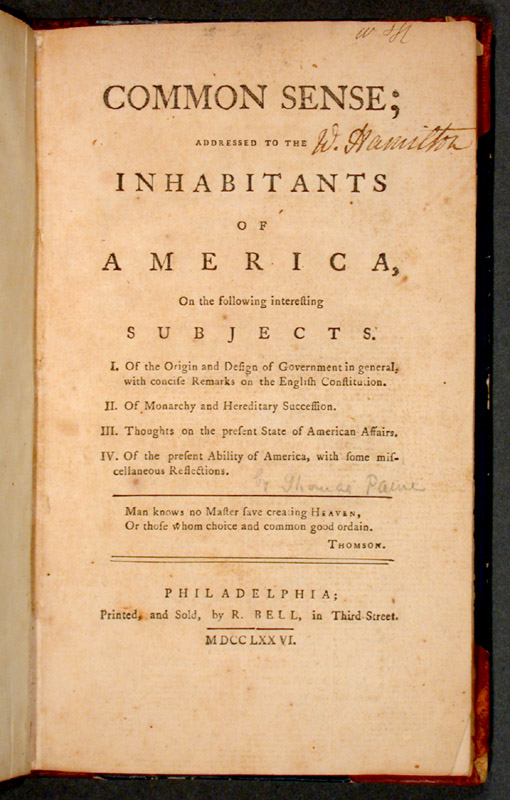
Le Sens commun.

Grâce à la lettre de recommandation de Franklin, le libraire Robert Aitken l'engage pour collaborer au lancement du Pennsylvania Magazine, journal dont il devient ensuite le rédacteur en chef. Le 30 novembre 1774, il prend parti pour les insurgents américains. Son pamphlet Common Sense (publié anonymement en janvier 1776) remporte un vif succès (environ 500 000 exemplaires en Amérique et en Europe). Il s’agit d’un plaidoyer en faveur de la rupture avec la Grande-Bretagne et l’établissement d’une République. Il aurait inspiré George Washington, Benjamin Rush et John Adams. Aucun autre pamphlet de cette époque ne souleva autant d’enthousiasme parmi les patriotes et d’opposition de la part des loyalistes, notamment par James Chalmers. Le Sens commun est souvent considéré comme l’un des déclencheurs de la révolution américaine. Sa forme simple et son style concis et clair en ont fait une arme efficace de propagande. Thomas Paine pense que la révolution américaine aboutira à « la naissance d’un monde nouveau. » Il voit dans le gouvernement un mal nécessaire destiné à brider les vices humains. Mais pour un peuple vertueux comme est le peuple américain, des institutions peu importantes doivent suffire. Il pense que des institutions trop sophistiquées entraveraient la réalisation du bien public.
En avril 1776, il quitte la direction du magazine pour se consacrer à répondre aux critiques contre le Common Sense. Il envoie quatre lettres aux journaux de Philadelphie sous le pseudonyme de Le Forestier. Dans la troisième publiée par le Pennsylvania Packet le 22 avril 1776, il montre aux Américains tous les avantages d'être indépendants. L'indépendance procurera le bonheur aux Américains car « c'est une feuille blanche à remplir. » Les Américains sont pour lui un peuple libre et vertueux qui peut s'affranchir du passé. L'idée d'indépendance devient le moyen d'accéder à une vie fondée sur la vertu, idéal suprême de bien des patriotes.
Dans The American Crisis (1776-1783), une série de pamphlets dans le prolongement du Sens commun, Thomas Paine encourageait les Américains à résister et à continuer la guerre contre la monarchie anglaise. Le commandant de l’Armée continentale, George Washington, ordonna la lecture de ces pamphlets aux soldats pour leur donner du courage. Thomas Paine assura quelque temps la charge de Secrétaire de la Commission des Affaires étrangères aux États-Unis ; il fut démis de cette fonction parce qu’il avait évoqué les négociations secrètes avec la France dans l’un de ses pamphlets. Cependant, il accompagna John Laurens pendant sa mission en France en 1780. En récompense de ses services, l’État de New York donna à Thomas Paine un domaine à New Rochelle, New York. Il fut également rétribué par la Pennsylvanie et le Congrès américain.

### Retour en Grande-Bretagne
Revenu en Grande-Bretagne en 1787, il salue avec enthousiasme la Révolution française et, en réplique aux attaques d’Edmund Burke contre celle-ci dans Réflexions sur la Révolution de France, il achève Rights of Man le 29 janvier 1791 (publié en 1791-1792), dans lequel il critique la monarchie britannique et propose une réforme de l’impôt. Il est condamné en 1792 et contraint de s’exiler en France.

### En France

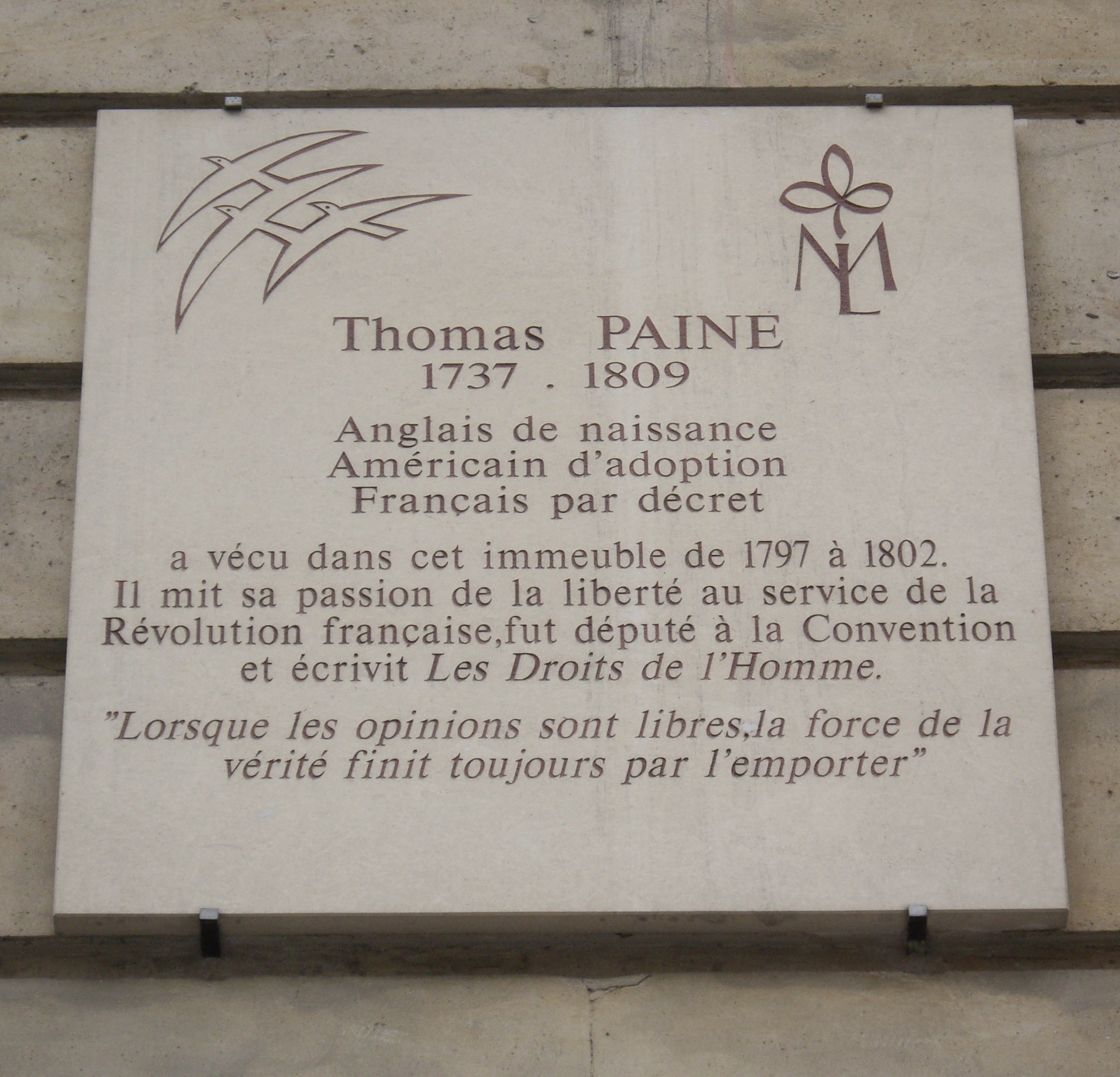
Plaque au no 10, rue de l'Odéon où Paine habita de 1797 à 1802.

La monarchie constitutionnelle, mise en place par la constitution du 3 septembre 1791, prend fin à l'issue de la journée du 10 août 1792 : les bataillons de fédérés bretons et marseillais et les insurgés des faubourgs de Paris prennent le palais des Tuileries. 
En septembre 1792, Thomas Paine, qui a été admis à citoyenneté française par décret du 26 août, est élu député à la Convention nationale par quatre départements :
- l'Aisne, le quatrième sur douze, où il est remplacé par Pierre-Charles Pottofeux ;
- l'Oise, le neuvième sur douze, où il est remplacé par François Bézard ;
- le Pas-de-Calais, le cinquième sur onze, pour lequel il opte ;
- le Puy-de-Dôme, le onzième sur douze, où il est remplacé par Jean Laloue.

Il siège sur les bancs de la Gironde. Lors du procès de Louis XVI, il prononce son opinion le 7 janvier 1793. Il rejette la condamnation à mort notamment au titre que la France a soutenu l'indépendance américaine et plaide pour que le roi soit emprisonné la durée de la guerre et banni aux États-Unis une fois la paix revenue : 
C'est à la France entière, je le sais, que les États-Unis d'Amérique doivent les secours au moyen desquels ils ont secoué, par la force des armes, la domination injuste et tyrannique de George III. [...] Que les États-Unis de l'Amérique soient donc la sauvegarde et l'asile de Louis Capet. Là, désormais, à l'abri des misères et des crimes de la vie royale, il apprendra par l'aspect continuel de la prospérité, que le véritable système de gouvernement, ce n'est pas les rois, mais la représentation. [...] On a proposé d'abolir la peine de mort. C'est avec beaucoup de plaisir que je rappelle l'excellent discours prononcé par Robespierre sur ce sujet dans l'Assemblée constituante. [...] Comme la France a été, de toutes les nations de l'Europe, la première à détruire la royauté, qu'elle soit aussi la première à détruire la peine de mort, et à y subsister une autre peine.
Considéré comme un allié des Girondins, il est vu avec de plus en plus de méfiance par les Montagnards, qui sont désormais au pouvoir. Thomas Paine est également sous surveillance par les autorités parce qu'il est un adversaire personnel de Gouverneur Morris, l'ambassadeur américain en France. Le gouvernement révolutionnaire, à la fois le Comité de salut public et le Comité de sûreté générale, cherche à obtenir les faveurs de l'ambassadeur américain, ne voulant pas compromettre l'alliance avec les États-Unis ; ils sont donc plus enclins à se concentrer sur Thomas Paine,.
Il est finalement incarcéré comme prisonnier politique le 28 décembre 1793 par Vadier,. Vadier défend ensuite son incarcération par le fait qu'il ne serait pas américain mais anglais car né au Royaume-Uni,.
Durant son séjour en prison, il achève la rédaction du Siècle de la raison, livre dans lequel il exprime sa profession de foi déiste. Il se défend d’être Anglais et en appelle à l’ambassadeur américain Gouverneur Morris, qui ne fait cependant rien pour le faire libérer. Par la suite, Thomas Paine reprochera aussi à George Washington de ne pas être intervenu en sa faveur. Il échappe malgré tout à l'échafaud et n'est libéré par les nouvelles autorités qu'en octobre 1794, près de trois mois après la chute de Robespierre.
En juillet 1795, Thomas Paine est réadmis à la Convention et participe donc aux débats sur la nouvelle Constitution, à l'origine du Directoire ; il est le seul député à s'élever, en vain, contre le conservatisme du texte « rétrograde » porté par Boissy d'Anglas, notamment sur la question de la création d'une citoyenneté (droit de vote) très restrictive et réservée aux plus riches, qui nie le peuple (« c'est une chose aisée [...] sur le papier d'ôter les droits de citoyen à la moitié du peuple ») et risque d'éteindre le feu sacré révolutionnaire en refusant la quête d'un véritable bonheur commun au profit du bonheur des seuls riches.
Lors de l'arrivée au pouvoir de Napoléon Bonaparte en 1799, il espère que celui-ci va diffuser les idéaux révolutionnaires en Europe, notamment dans son pays natal. Mais il déchante en constatant que le Premier consul établit un régime autoritaire.
Paine demeure en France jusqu'à la signature avec l’Angleterre de la paix d'Amiens (25 mars 1802), ce qui lui permet de quitter la France pour rejoindre les États-Unis, à l’invitation de Thomas Jefferson.

### Retour aux États-Unis

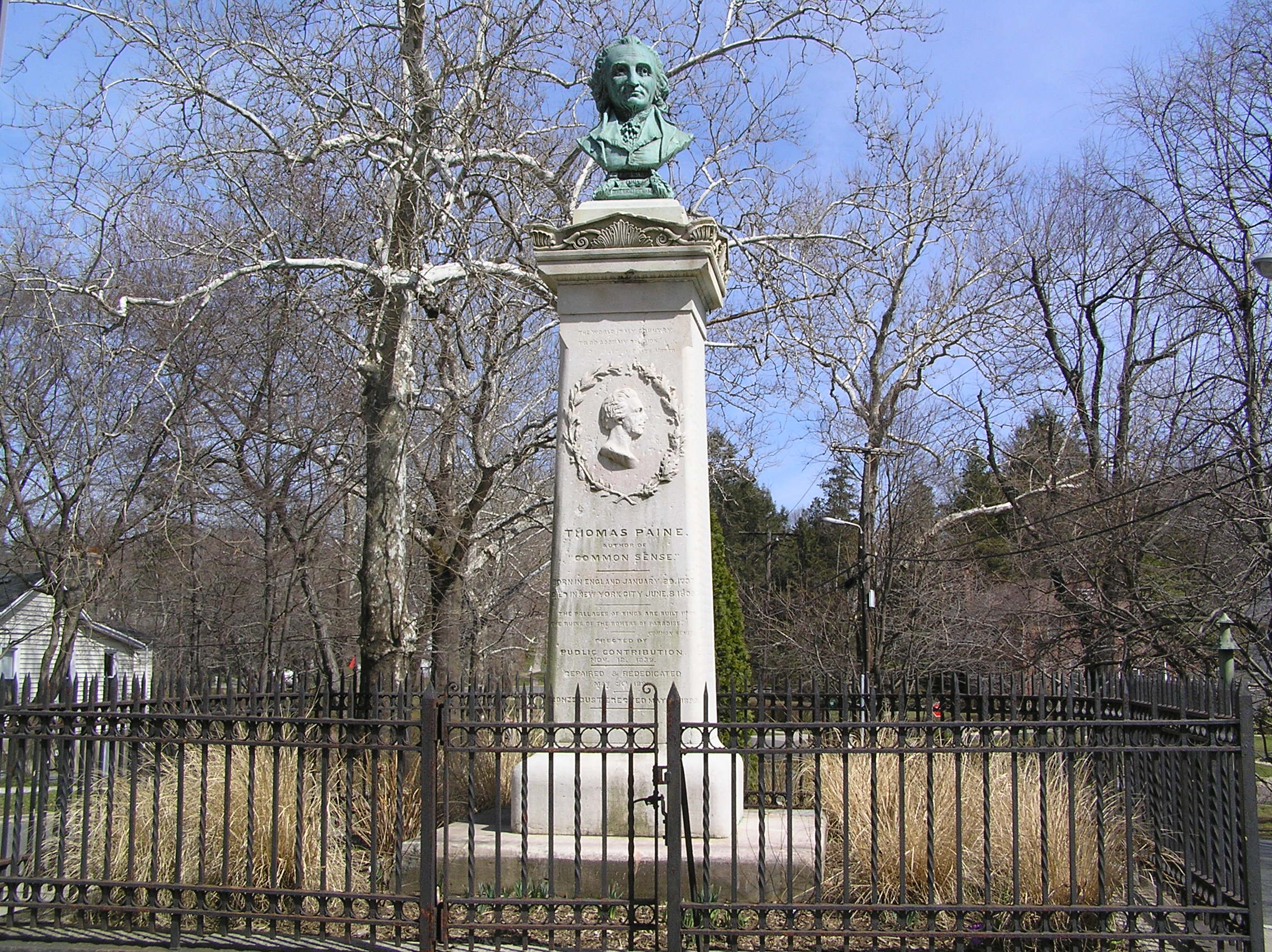
Monument à Thomas Paine, à New Rochelle.

En 1802, Thomas Paine débarque dans un pays agité par les conflits politiques entre fédéralistes et républicains, et dans un contexte de Grand Réveil religieux (Second Great Awakening). Il est attaqué par les fédéralistes qui lui reprochent sa participation à la Révolution française et son amitié avec Thomas Jefferson. Les religieux condamnent les thèses qu’il a développées dans le Siècle de la Raison. En 1804, il collabore à un journal déiste publié à New York. Progressivement isolé, accusé d’athéisme et de radicalisme, Thomas Paine meurt seul dans la pauvreté, à l’âge de 72 ans, le 8 juin 1809 à Greenwich Village (New York). Le bâtiment n’existe plus, mais une plaque rappelle que Thomas Paine est mort au 59 Grove Street. Seules six personnes assistèrent à ses funérailles, dont deux Noirs affranchis. Quelques années plus tard, William Cobbett déterra ses restes et les envoya en Angleterre. Mais ils ne trouvèrent jamais de sépulture et restèrent en possession de Cobbett pendant une vingtaine d’années. On ne sait pas exactement où se trouve sa dépouille aujourd’hui.
Une chanson écrite par Bob Dylan en 1967, intitulée As I Went Out One Morning et parue dans l'album John Wesley Harding, fait référence à « Tom » Paine.

## Pensée
Bien que non franc-maçon, il est aussi connu pour ses travaux relatifs à la franc-maçonnerie et sa correspondance (lettres à Jefferson dont il était l’ami, lettre à George Washington).
La pensée de Thomas Paine a peut-être été influencée par le quakerisme de son père. Thomas Paine a participé à la promotion des droits de l'homme à travers l'organisation de gouvernements nouveaux, ce qui le situe dans la philosophie des Lumières,. Favorable à la République, au suffrage universel et au droit de vote, il réfléchit également à la rénovation de la religion et de la société. Il proposa des réformes considérées comme radicales à l’époque comme un revenu minimum et un système d’éducation gratuit. Il était contre la traite des Noirs et l’esclavage, mais n’a pas critiqué les lacunes de la Constitution américaine sur ce thème. Il a écrit un article intitulé « African Slavery in America » publié le 8 mars 1775 dans le Postscript to the Pennsylvania Journal and Weekly Advertiser.

## Publications
- « Le passage du temps fait plus de convertis que la raison. » (The Common Sense, janvier 1776).
- Common Sense (Le Sens commun, 1776) : exhorte les colons américains à se révolter et à instaurer une République.
- The American Crisis : 13 textes publiés entre 1776 et 1783 qui complètent le Sens commun[4]. Grand succès.
- Rights of Man (Les Droits de l’homme, 1791-1792) : réponse à Edmund Burke (Réflexions sur la Révolution française, 1790) ; critique le régime anglais.
- The Age of Reason (Le Siècle de la raison, publié en 1794-1795) : pamphlet contre le christianisme, appel à la révolution religieuse, tolérance et profession de foi déiste.
- Dissertation sur les premiers principes de gouvernement (1795) : pour le suffrage universel.
- Agrarian Justice (Justice agraire, publié en 1797[4]) prône un revenu minimum et une forme de communisme[4].
- Lettres aux citoyens américains (1802 ?).
- An Essay on the Origin of Free-Masonry, (1803–1805).

## Hommages et postérité

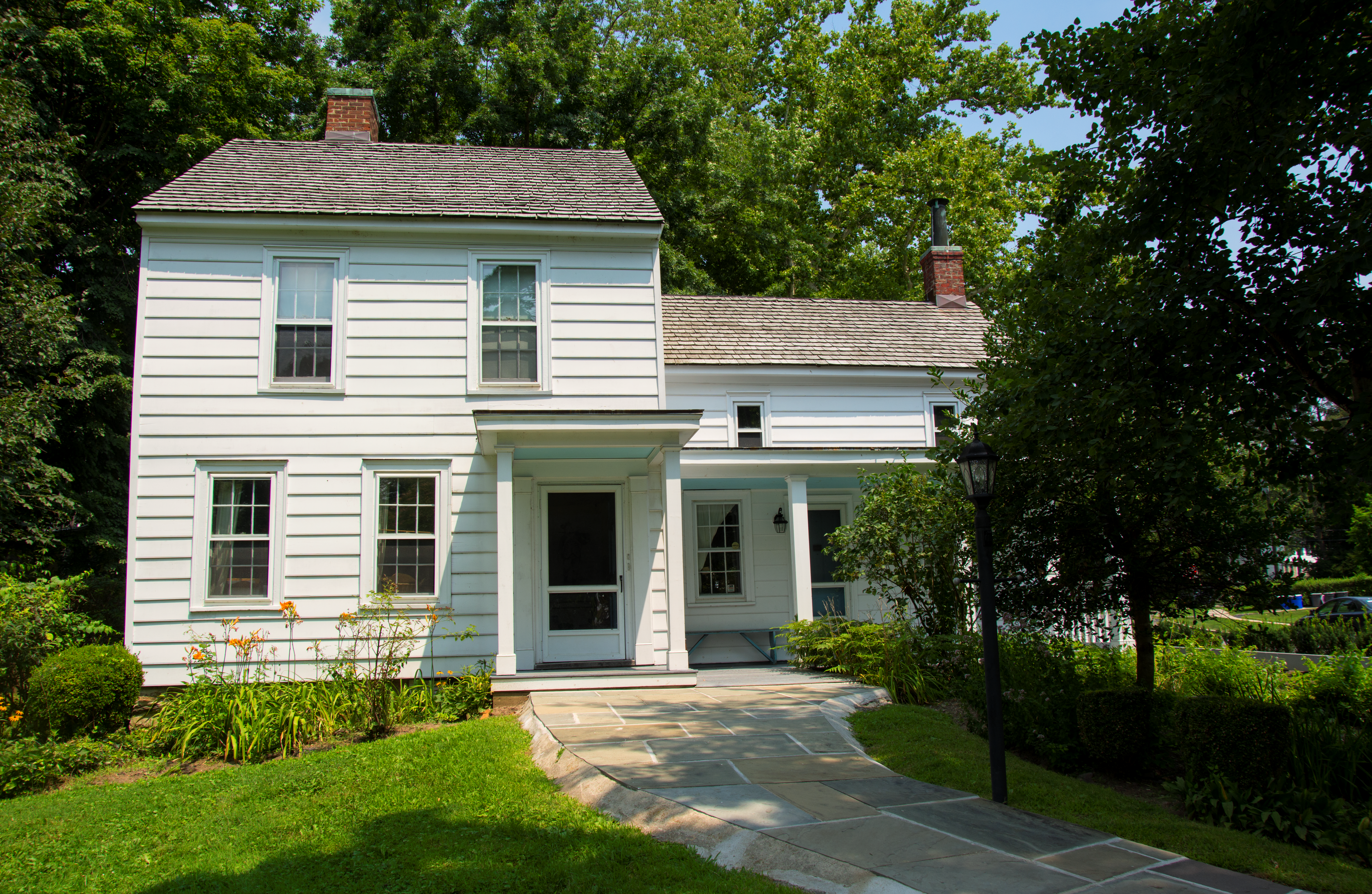
La maison de Thomas Paine à New Rochelle.

Thomas Paine est aujourd’hui considéré comme l'un des pères fondateurs des États-Unis. Abraham Lincoln a lu avec intérêt ses écrits. Thomas Edison rappela son rôle d'inventeur essentiel. Le philosophe Bertrand Russell lui rend un hommage appuyé dans son livre Why I am not a Christian en consacrant tout un chapitre (8. The Fate of Thomas Paine) au destin de celui-ci, et aux risques encourus à manifester trop d'indépendance d'esprit.
Il existe un musée consacré à Thomas Paine à New Rochelle et sa maison (Thomas Paine Cottage) a été classée National Historic Landmark. Une statue a été érigée sur King Street, à Thetford, son village natal. Elle le représente avec une plume d’oie à la main et son ouvrage Rights of Man. L’université de New York possède également un buste de lui. D’autres statues se trouvent à Morristown, Bordentown, Paris, etc. Une petite rue de Diss porte son nom. Tous les ans, entre le 4 et le 14 juillet, le conseil municipal de Lewes organise un festival en l’honneur de Thomas Paine. À Paris, rue de l'Odéon, une plaque marque l’emplacement où il vécut entre 1797 et 1802.
Thomas Paine a reçu durant la Révolution française, de l'Assemblée nationale, la nationalité française, au titre de ses combats en faveur de la liberté et contre le despotisme. Sa nationalité lui a été conférée par le décret de l'Assemblée nationale du 26 août 1792 qui confère le titre de citoyen français à plusieurs étrangers.
Un monument en hommage à Thomas Paine a été inauguré en 1948 au parc Montsouris (Paris 14e), d'après un bronze de Gutzon Borglum fondu par  Alexis Rudier.
Le poète français Manuel Joseph fait référence à Thomas Paine dans son livre Heroes are heroes are heroes (1994) en ces termes : « Thomas Paine a écrit il y a bien des années il y a des / moments des moments / qui mettent à l'épreuve l'âme des hommes ces mots bien connus sont tellement / vrais ».

#### En français
- Jean Lessay, L'Américain de la Convention, Thomas Paine : professeur de révolutions, Paris, Perrin, 1987, 241 p.
- Collectif, Thomas Paine, citoyen du monde, Créaphis, 1990, 87 p.  (ISBN 2907150170).
- Thomas Paine, Lettre de Thomas Paine au peuple français, Lille, Éditions Laborintus, 2018, 76 p., Préface de Yannick Bosc.  (ISBN 979-10-94464-46-5).
- Thomas Paine, Le Sens commun, Paris, Aubier-Montaigne, coll. bilingue, présentation, traduction Bernard Vincent, 1992, 220 p.  (ISBN 2700703340).
- Thomas Paine, Droits de l'Homme, traduit de l'anglais par François Soulès avec des notes et une nouvelle préface de l'auteur. À Paris, chez F. Buisson, imprimeur-libraire, mai 1791, 240 p. Facsimilé de la Bibliothèque nationale de France.
- Bernard Vincent, Thomas Paine ou la religion de la liberté, Paris, Aubier-Montaigne, coll. Biographie, 1992, 404 p.  (ISBN 2700726359).
- Bernard Vincent (dir.), Thomas Paine et la République sans frontières, Nancy, Presses Universitaires de Nancy ; Paris, Ligue des Droits de l’Homme, 1993.
- Nathalie Caron, Thomas Paine contre l’imposture des prêtres, Paris, L’Harmattan, 1999.
- Malou Julin, Le Temps de Thomas Paine, Bruxelles, Complexe, 2004, coll. Questions à l’Histoire, 120 p.  (ISBN 2870279558).

#### En anglais
- A. Owen Aldridge, Man of Reason: The Life of Thomas Paine, Lippincott, 1959.
- A. Owen Aldridge, Thomas Paine's American Ideology, University Press of Delaware, 1984.
- Bernard Bailyn, « Common Sense », dans Faces of Revolution: Personalities and Themes in the Struggle for American Independence. Alfred A. Knopf, 1990.
- R.B. Bernstein, « Review Essay: Rediscovering Thomas Paine. », New York Law School Law Review, 1994.
- Butler, Marilyn, Burke Paine and Godwin and the Revolution Controversy, 1984.
- Gregory Claeys, Thomas Paine, Social and Political Thought, Unwin Hyman, 1989.
- Moncure Daniel Conway, The Life of Thomas Paine, 2 vols, G.P. Putnam's Sons, 1892. Vol. 1, Vol. 2, Facsimile.
- Howard Fast, Citizen Tom Paine, 1946.
- Eric Foner, Tom Paine and Revolutionary America, Oxford University Press, 1976.
- Jack Fruchtman, Thomas Paine, Apostle of Freedom, 557 pages, Four Walls, Eight Windows, 1994.
- David Freeman Hawke, Paine, 1974.
- Christopher Hitchens, Thomas Paine's "Rights of Man": A Biography, 2006.
- Robert Ingersoll, « Thomas Paine », dans North American Review, 1892.
- Gary Kates, « From Liberalism to Radicalism: Tom Paine's Rights of Man », dans Journal of the History of Ideas, p. 569-87, 1989.
- Harvey J. Kaye, Thomas Paine: Firebrand of Revolution, Green Bay, 160 pages, Oxford University Press, 2000.
- Harvey J. Kaye, Thomas Paine and the Promise of America, Hill and Wang, 2005.
- John Keane, Tom Paine: A Political Life, Londres, Bloomsbury, 1995  (ISBN 0747520070).
- Edward Larkin, Thomas Paine and the Literature of Revolution, Cambridge Univ. Press, 2005.
- W. J. Linton, Life of Thomas Paine, Kessinger Publishing, 2007, 108 pages  (ISBN 0548151245).
- Brian McCartin, Thomas Paine, Common Sense and Revolutionary Pamphleteering, 2002, PowerPlus Books, New York, Library Binding, 112 pages.
- Thomas Paine (Eric Foner (éd.)), Writings, Library of America. Contenant Common Sense, les essais American Crisis series, Rights of Man, The Age of Reason, Agrarian Justice, et une sélection d'écrits divers, 1993.
- Thomas Paine (Philip S. Fomer (éd.)), The Complete Writings of Thomas Paine, 2 volumes, Citadel Press, 1944.
- David Powell, Tom Paine, The Greatest Exile, Hutchinson, 1985.
- Bertrand Russell. The Fate of Thomas Paine, 1934.